# Hugo Montgomery-Cederhielm
Hugo Montgomery-Cederhielm, född 1 juli 1847 på Segersjö i Lännäs socken, Närke, död 25 april 1872 på Capri, var en svensk skald. 

## Biografi
Montgomery-Cederhielm, som var son till Robert Montgomery-Cederhielm och Cecilia Nordenfeldt, skrev 1865 in sig vid Uppsala universitet. Eter sex års studier och sedan han utgivit och försvarat en gradualavhandling, Om det fantastiska lustspelet, avlade han en filosofie kandidatexamen 1871. Samma år trycktes hans första och enda alster Dikter av Abraham Bohlin i Örebro. Under sin tid i Uppsala skrev han tillsammans med August Forssman och Anton Kull studentspexet På Madagaskar, vilket idag räknas som ett av Sveriges äldsta. Detta skall enligt konstnären Axel Borg ha skrivits under en natt 1869 över en kanna punsch. 
Strax efter sin examen följde Montgomery-Cederhielm familjens traditioner och anställdes som attaché vid svenska beskickningen i Rom. I april 1872 deltog han med några landsmän i en utflykt till Sorrento, där man beslutade att göra ett besök på ön Capri. De kom överens om att göra en vandring upp till spetsen av Tiberiusklippan. Montgomery skall ha skyndat först ut på klippkanten och satt sig ner på en förfallen mur, vilken gav vika. Han föll då över klippkanten och avled omedelbart, 24 år gammal.